# Hoher Göll
Der Hohe Göll ist mit 2522 m ü. NHN der höchste Gipfel im Göllmassiv am Ostrand der Berchtesgadener Alpen. Über seinen Gipfel verläuft die Grenze zwischen dem Berchtesgadener Land in Bayern (Deutschland) und dem Tennengau in Salzburg (Österreich). Der aus Dachsteinkalk aufgebaute Hohe Göll überragt das Salzachtal über 2000 Meter und wurde von Ludwig Purtscheller als „Wahrzeichen in dem prächtigen Gebirgskranze der alten Salzachstadt Salzburg“ bezeichnet. Eine der bekanntesten Darstellungen des Berges von bayerischer Seite ist die Göllspiegelung im Hintersee.

## Geographische Lage
Der Hohe Göll befindet sich in den Berchtesgadener Alpen rund 6 km (Luftlinie) südöstlich von Berchtesgaden und westlich von Kuchl.
Die südöstlichen Nebengipfel des Hohen Gölls sind Kammerschneid (2306 m) und Hinteres Freieck (2308 m), im Süden befindet sich der Große Archenkopf (2391 m), die südwestlichen Nachbarn sind Brettriedel (2344 m) und Hohes Brett (2340 m). Über den Mannlgrat ist der Hohe Göll mit dem Bergsporn des Kehlsteins (sein 1879 m hoher Nordwestausläufer) verbunden.

## Touristische Erschließung
Der Hohe Göll wurde schon früh von einheimischen Jägern erstiegen. Als erster Tourist erreichte der Salzburger Theologiestudent Valentin Stanig 1800 vom Eckerfirst aus den Gipfel, nachdem er im Monat zuvor den Großglockner und den Watzmann erklommen hatte. Er führte am Gipfel Vermessungsarbeiten durch, das Ergebnis von 7812 Pariser Fuß (2538 m) wurde von Franz Michael Vierthaler am 13. September 1800 im Salzburger Intelligenzblatt veröffentlicht. Stanig verfasste vor seiner Abreise aus Salzburg 1802 über seine Bergtour einen ausführlichen Bericht an seinen Förderer Karl von Moll, der in der Zeitschrift des Deutschen und Oesterreichischen Alpenvereins 1881 publiziert wurde.
Das erste eiserne Gipfelkreuz wurde am Morgen des 12. Juli 1885 gesetzt, nachdem es in der Nacht zuvor von 31 Burschen nach achtstündigem Marsch zur Bergspitze gebracht worden war.

## Anstiege
- Salzburger Steig vom Purtschellerhaus (ca. 2½ Stunden) über die Schuster-Route oder den Kamin vor dem Rauchfang (2245 m). Insbesondere die Schuster-Route ist an vielen Stellen ausgesetzt. An den schwierigsten Stellen befinden sich zumeist kurze Seilversicherungen (evtl. mit Klettersteigset). Schwierigkeitsgrad B und UIAA I. Trittsicherheit und Schwindelfreiheit absolut erforderlich.
- Mannlgrat vom Kehlsteinhaus (ca. 3 Stunden): interessanter Klettersteig (Schwierigkeit C, 1+).
- Vom Schneibsteinhaus bzw. Carl-von-Stahl-Haus (ca. 4½ Stunden): über das Jägerkreuz auf das Hohe Brett (2340 m). Weiter zum Großen Archenkopf (2391 m) und auf einem Grat unterhalb des Kleinen Archenkopfes zum Gipfel.
- Alpeltalsteig von Vorderbrand über die Alpeltalhütte: vorbei an den Alpeltalköpfen (1924 m) durch die Umgänge, den Großen Archenkopf (2391 m) südlich liegenlassen. Mühsam im Abstieg, da er größtenteils über scharfes Schrofengelände führt. Dieser Weg ist auch eine viel begangene Skitour.

## Klettern

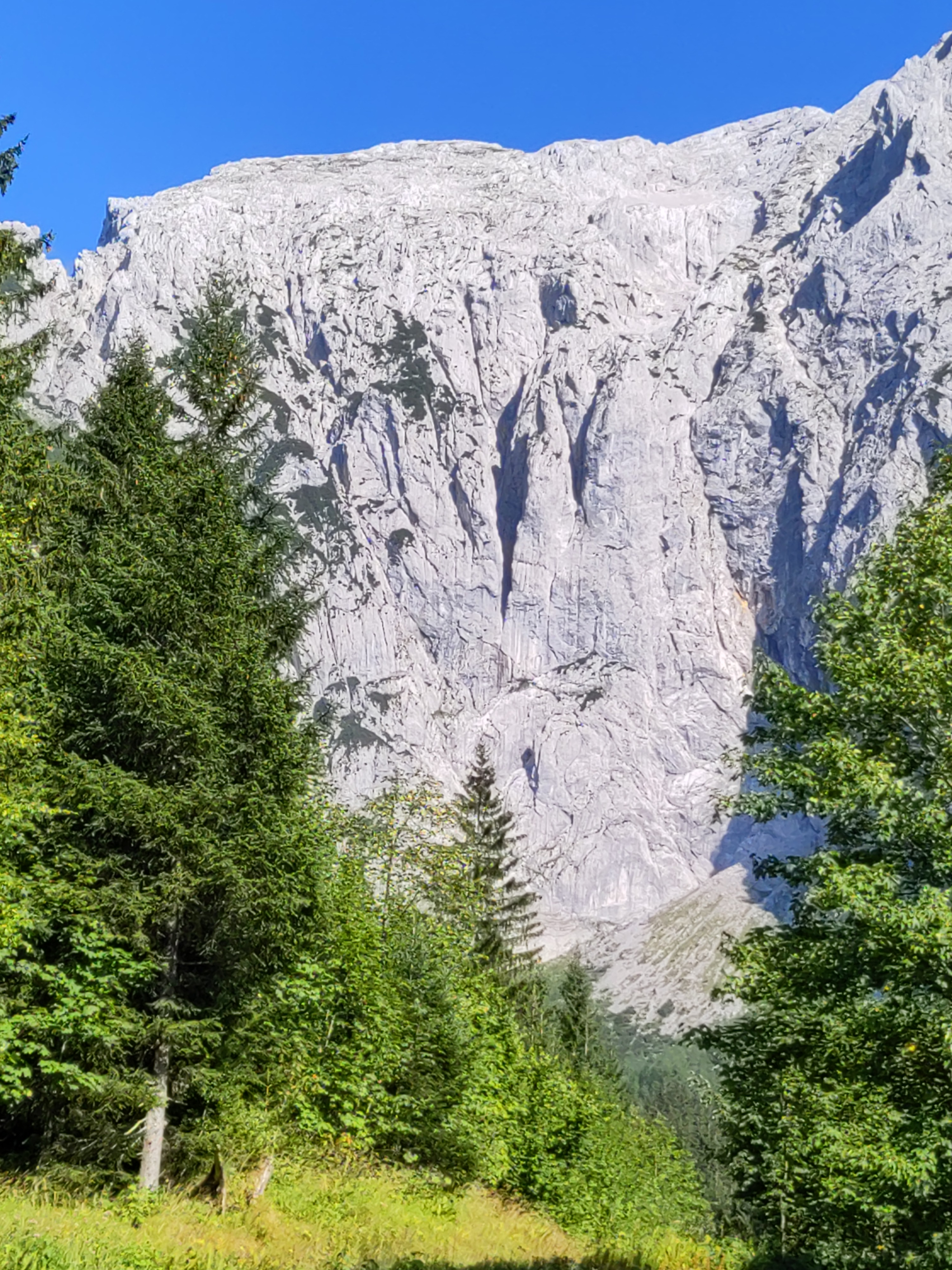
Westwand des Hohen Göll mit dem charakteristischen Trichter in der Mitte

Durch die das Endstal abschließende Westwand des Hohen Göll, die man in einem dreiviertelstündigen Fußmarsch von der Scharitzkehlalm aus erreicht, führen viele Kletterrouten. Es gibt für Kletterer sehr leichte, wie die „Alte Westwand“, auch Brandsteinführe genannt (3+, 550 m, 3:30 Stunden Kletterzeit), sie überschreitet den oberen dritten Grad der UIAA-Skala nicht und ist meist deutlich leichter. Auch etliche mit mittlerer Schwierigkeit wie die „Trichterrouten“: mit dem „Großen Trichter“ (5+, 350 m) gelang dem Berchtesgadener Bergpionier Josef Aschauer und seinen Seilpartner J. Kurz bereits 1922 eine außergewöhnliche Klettertour. Die Tour weist ungewöhnliche Kletterstellen im V. Schwierigkeitsgrad auf und ist auch heute noch eine oft begangene Klettertour. Beliebt ist auch der „Jubiläumsweg“ (6-, 435 m, 3:30 Stunden Kletterzeit), der einen mittleren Schwierigkeitsgrad aufweist. Inzwischen gibt es auch mehrere alpine Klettertouren in den oberen Schwierigkeitsklassen, wie die „Wunderwelt“ (8-, 350 m, 4:00 Stunden Kletterzeit), ebenfalls in der Westwand.
Die Westwandführen enden allesamt etwa 500 m unter dem höchsten Punkt des Berges, zum Gipfel führen noch steile Schrofen. Früher seilten die Bergsteiger üblicherweise entlang der Brandensteinführe zum Einstieg ab oder traten den Rückweg ins Endstal über den Steftensteig an. Die Spur über diesen Weg ist teilweise schwer zu finden und weist Stellen im II. Schwierigkeitsgrad auf, die im Abstieg zu bewältigen sind. In den letzten Jahren wurden mehrere Abseilpisten eingerichtet, es ist auch problemlos möglich, über einige der Klettertouren abzuseilen. Daher wird der Fußabstieg heute eher selten benutzt.
Neben der Westwand gibt es auch noch etliche Touren am Hohen Brett (2321 m) wie „Perfekt Line“ (8+, 95 m, 2:00 Stunden Kletterzeit) oder am Grünwandkopf (2100 m).

## Galerie

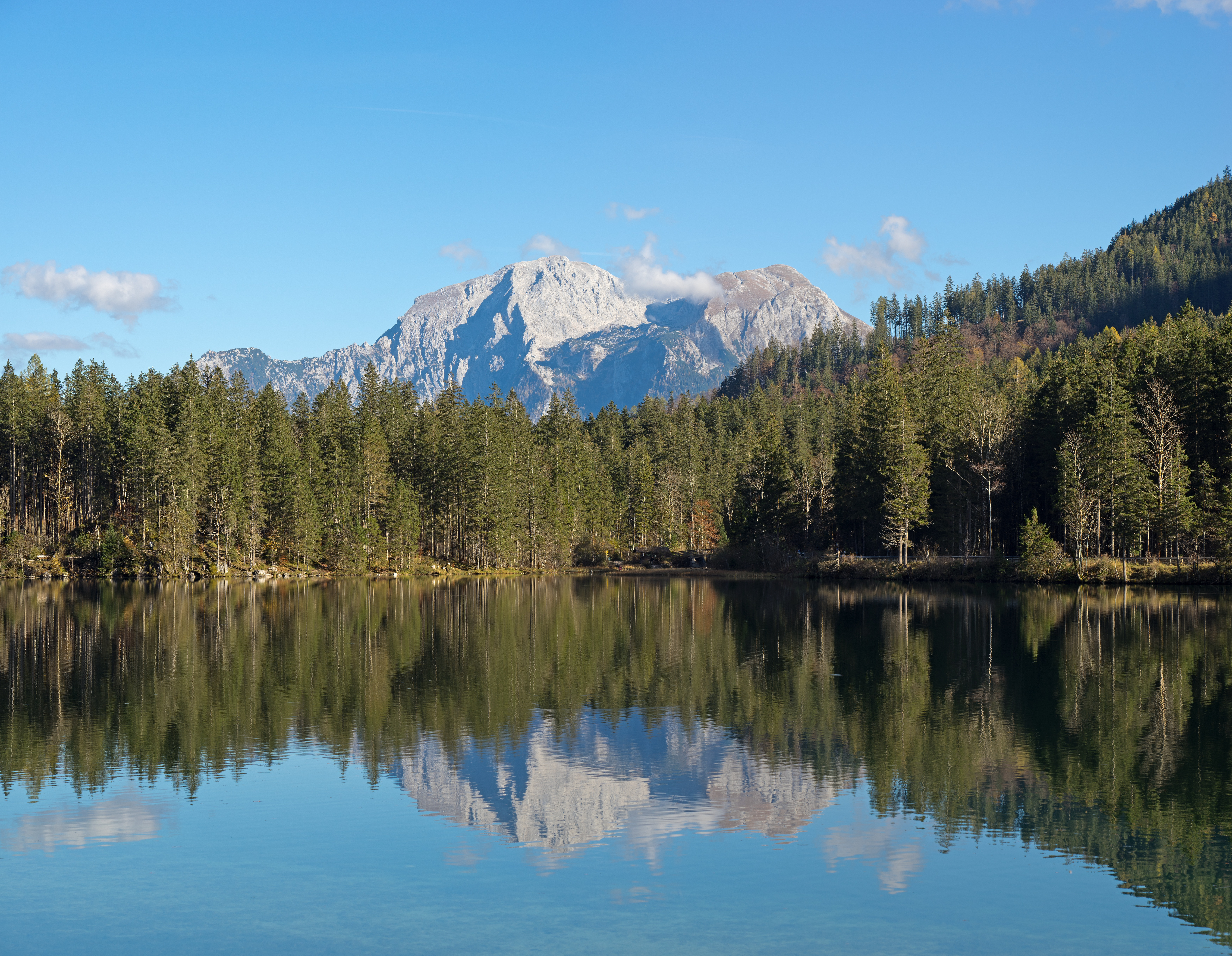
Göllspiegelung im Hintersee
Nordseite des Göllstocks, Ansicht von der Scheibenalm
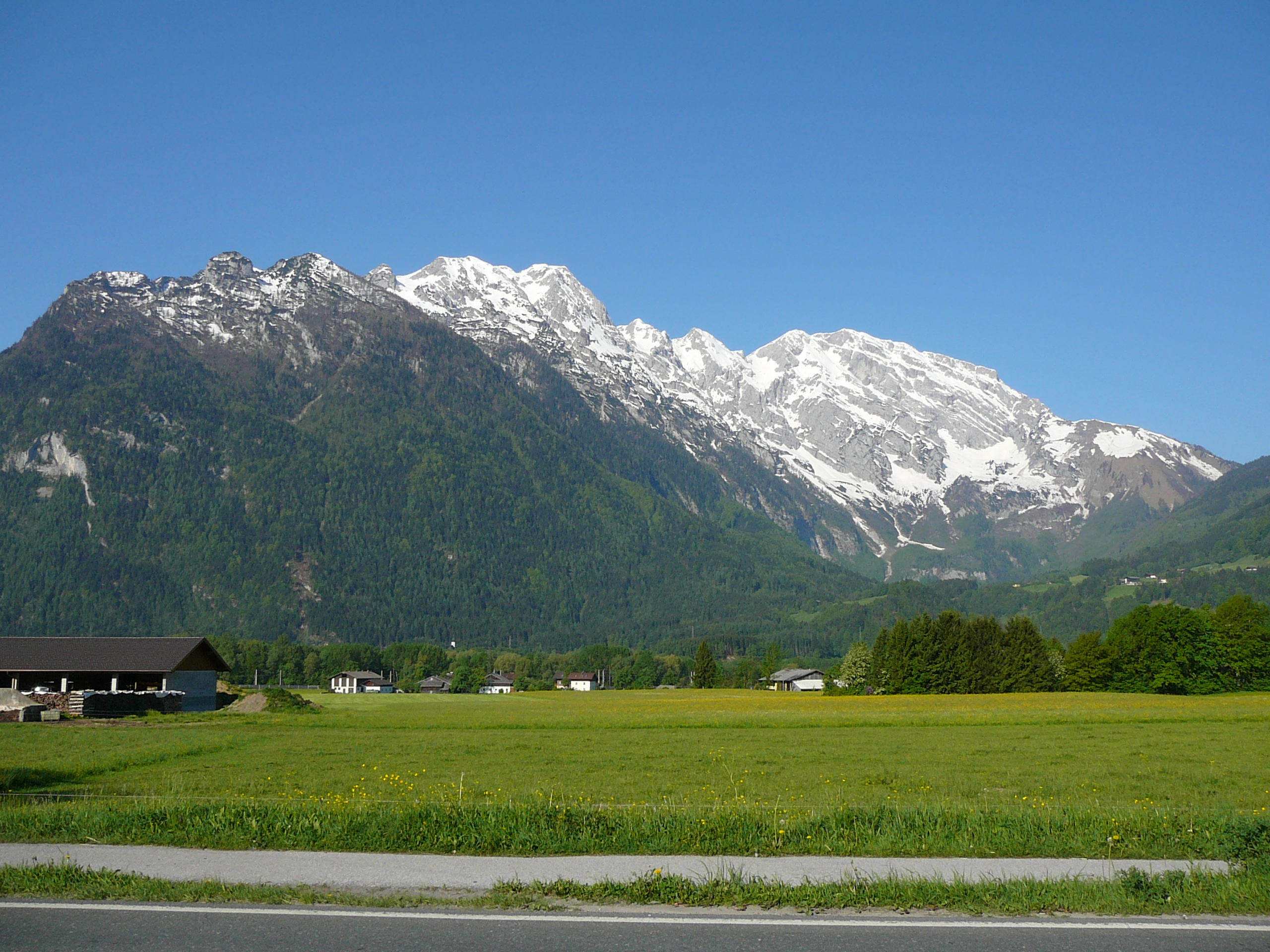
Hoher Göll (Gipfel rechts) von Osten (Kuchl)
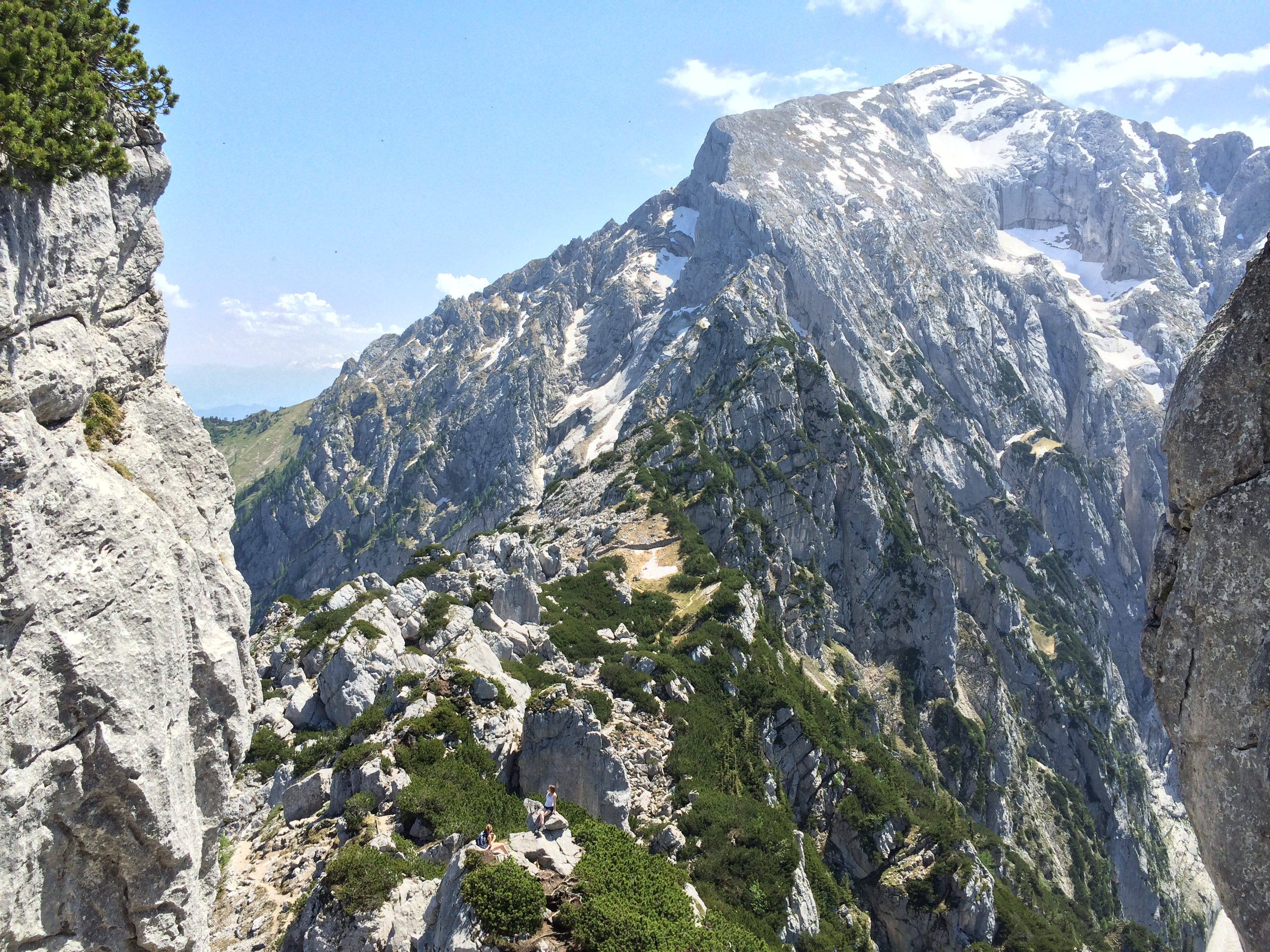
Mannlgrat
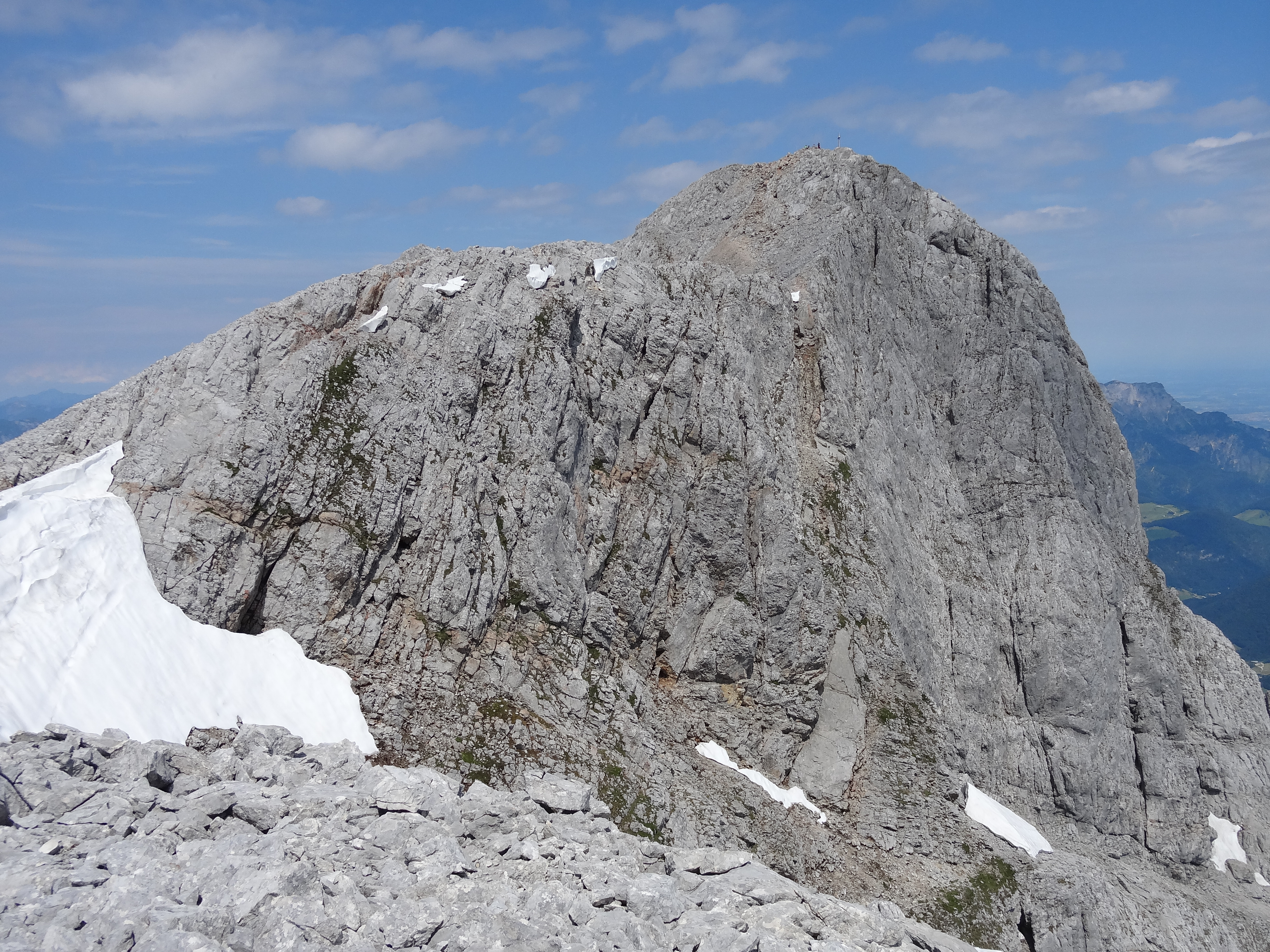
Gipfelbereich von Süden
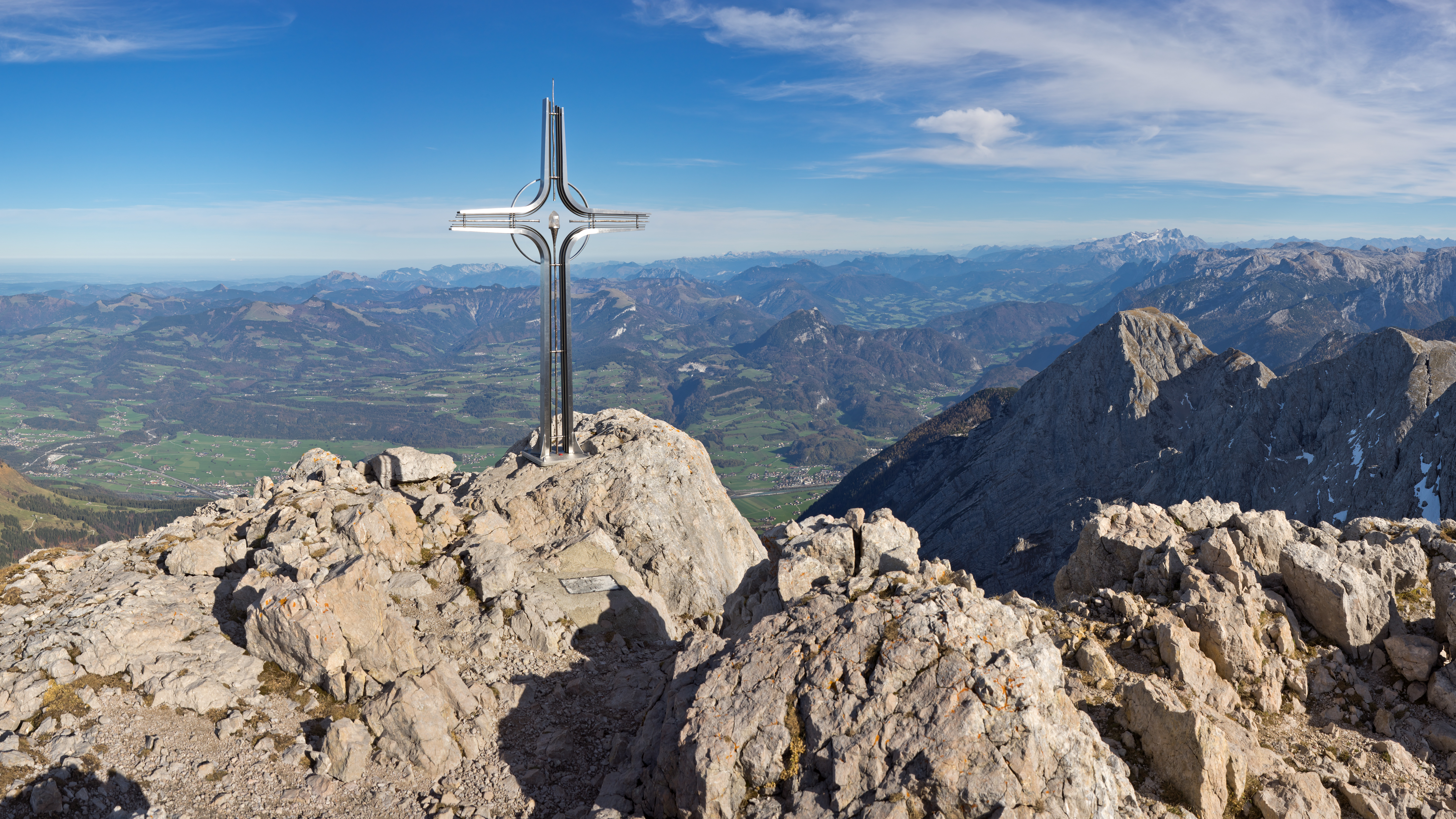
Gipfelkreuz und Ausblick nach Osten